# Der Sportreporter
Der Sportreporter (englisch: The Sportswriter) ist ein Roman des amerikanischen Schriftstellers Richard Ford. Er erschien 1986 und wurde mit der Nominierung zum PEN/Faulkner Award zum ersten großen Erfolg seines Autors. Der Roman spielt an einem Osterwochenende, dessen Geschehnisse aus der Ich-Perspektive des geschiedenen Sportreporters Frank Bascombe berichtet werden. In den Romanen Unabhängigkeitstag (Independence Day, 1995), Die Lage des Landes (The Lay of the Land, 2006), Frank (Let Me Be Frank With You, 2014) und Valentinstag (Be Mine, 2023) kehrte Ford wiederholt zu seinem Protagonisten Frank Bascombe zurück.

## Inhalt
Am Morgen des 20. April, einem Karfreitag, trifft sich Frank Bascombe wie jedes Jahr zum Todestag seines ältesten Sohnes Ralphs mit seiner geschiedenen Ehefrau X an dessen Grab. Ralph starb mit neun Jahren am Reye-Syndrom. Sein Tod erschütterte die Ehe seiner Eltern, die sich zwei Jahre später scheiden ließen. Frank Bascombe, der nach einem erfolgreichen Debütband die Schriftstellerei zugunsten der oberflächlicheren Tätigkeit eines Sportreporters aufgegeben hatte, verfiel mehr und mehr in einen Zustand der Träumerei und Realitätsflucht. Er verließ seine Familie, um am Berkshire College zu unterrichten, eine Lehrtätigkeit, die er bald wieder einstellte, weil er die Welt nicht erklären wollte, und begann diverse Affären mit anderen Frauen. Ausgerechnet die nicht-intime Beziehung zu einer Flugbekanntschaft wurde schließlich zum Anlass der Scheidung, als X in ihrem Briefverkehr einen unbeschwerten Tonfall entdeckte, der ihrer Ehe längst abhandengekommen war.
Eine Woche vor seinem 39. Geburtstag lebt Bascombe weiterhin in der Kleinstadt Haddam in New Jersey, wo er sich regelmäßig mit anderen Männern in einem „Klub der Geschiedenen Männer“ trifft. Zu einer Prämisse des Umgangs der Männer gehört allerdings, dass man seine Gefühle für sich behält. So ist Bascombe peinlich berührt, als ihm Walter Luckett, ein Mitglied des Klubs, ein homosexuelles Abenteuer gesteht, das ihn in heftige Verwirrung gestürzt hat. Bascombe selbst hat für die Feiertage einen Kurztrip nach Detroit geplant, wo er seine Arbeit, ein Interview mit dem ehemaligen American-Football-Spieler Herb Wallagher, der seit einem Unfall im Rollstuhl sitzt, mit einigen vergnüglichen Stunden an der Seite seiner neuen Freundin Vicki Arcenault, einer 30-jährigen Krankenschwester, verbinden möchte.
Doch in Detroit entwickelt sich nichts wie erwartet. Herb Wallagher erweist sich als verbitterter Psychopath, der keine erbaulichen Sätze von sich gibt, wie sie für eine Sportreportage benötigt werden. In einer veränderten Stadt findet Bascombe seine Lieblingsplätze aus Studententagen nicht wieder, und ein Unwetter braut sich zusammen. Bascombe und Vicki reisen am Samstagabend vorzeitig ab, und obwohl sie sich für den Ostersonntag bei ihrer Familie verabreden, scheint ihre bislang unbeschwerte Beziehung einen ersten Sprung erhalten zu haben. In Bascombes Haus hat sich Walter Luckett eingenistet, der Zeichen einer wachsenden Verzweiflung zeigt, von dem übermüdeten Bascombe jedoch vor die Tür gesetzt wird, als er ihm einen Kuss gibt.
Auch der Besuch bei Vickis Familie am Ostersonntag wird zum Debakel. Zwar bemüht sich Bascombe um ein gutes Verhältnis zu ihrem Vater und ihrer Stiefmutter, was ihm auch zu gelingen scheint, doch als er beim Essen dazu verleitet wird, seine Meinung zur Bedeutung des Teamgedankens im Sport zu äußern – Bascombe weigert sich, Menschen als austauschbare Rädchen im Getriebe einer größeren Maschine zu sehen –, wird Vicki zum ersten Mal der geistige und emotionale Abstand zwischen ihnen bewusst. Sie weist einen verzweifelten Heiratsantrag Bascombes zurück und streckt ihn durch einen Fausthieb nieder, als er sich ihr nähern will. Bascombe wird nach Haddam zurückgerufen, wo ihn die Polizei um die Identifizierung eines Toten bittet. Es handelt sich um Walter Luckett, der sich erschossen hat. An der Seite seiner Ex-Frau betritt Bascombe Lucketts Haus, in dem er eine aufgeschlagene Ausgabe seines Buches findet. Als er mit ihr im Bett des Toten schlafen will, weist ihn X jedoch empört zurück.
In einer Kurzschlusshandlung fährt Bascombe ins abendliche Gotham und sucht seine Redaktion auf, wo eine Sondersitzung zur anstehenden NFL Draft stattfindet. Eine junge Praktikantin namens Catherine Flaherty spricht Bascombe an und gesteht ihm ihre Bewunderung. Damit verscheucht sie schlagartig dessen trübe Gedanken und weckt sein erotisches Interesse. Sie gehen aus und verbringen die nächsten Tage miteinander. Dann führt ihn der letzte Wunsch Lucketts nach Florida, wo er die uneheliche Tochter des Toten aufspüren soll. Die Spur führt ins Nichts, doch Bascombe genießt einige Monate im Süden. Er hat den Eindruck, die Trauer um seinen Sohn Ralph sei endgültig beendet und er habe sein bisheriges Leben wie eine alte Haut abgestreift und sei nun wieder offen für Neues.

## Hintergrund
Die ersten beiden veröffentlichten Romane von Richard Ford A Piece of My Heart (1976) und The Ultimate Good Luck (1981) erhielten zwar überwiegend gute Kritiken – das Debüt wurde für den Ernest Hemingway Award for Best First Novel nominiert –, verkauften sich allerdings nur mäßig. Ford kommentierte rückblickend: „Ich erkannte, dass es wohl eine große Kluft gab zwischen dem, was ich tun konnte, und dem, was bei Lesern Erfolg haben würde. […] Ich hatte die Chance gehabt, zwei Romane zu schreiben, und keiner von ihnen hatte für viel Aufregung gesorgt, also sollte ich vielleicht eine wirkliche Anstellung finden und meinen Lebensunterhalt verdienen.“ So wurde Ford 1981 Sportreporter für Inside Sports, bis das Magazin im Folgejahr wieder eingestellt wurde. Anschließend bewarb er sich vergeblich bei Sports Illustrated. Erst als sich seine Aussichten als Sportreporter zerschlagen hatten, wandte sich Ford wieder der Literatur zu und schrieb einen Roman über einen Sportreporter und ehemaligen Schriftsteller.
Ursprünglich sollte der Protagonist Slocum heißen – nach Joshua Slocum, der im Alleingang die Welt umsegelte. Als Ford erfuhr, dass auch Joseph Hellers Protagonist in Something Happened Slocum hieß, änderte er den Namen in Bascombe. Für Bascombes Frau fand Ford lange keinen passenden Namen und markierte ihre Erwähnung im Roman lediglich mit einem „X“. Später schien ihm genau die Auslassung des einst vertrauten Namens, den Bascombe nicht mehr über die Lippen bringt, angemessen. Erst im Folgeroman Independence Day erhält sie den Namen Ann Dykstra. Einen großen Anteil an der Entwicklung der Figur Frank Bascombe hatte Fords Ehefrau, die ihn ermutigte, über Menschen zu schreiben, die nach dem Glück streben. Ford befand, es sei „wesentlich herausfordernder – ganz besonders für mich – eine Sprache für Menschen zu finden, die sich darum bemühen, besser und glücklicher zu werden, als für Menschen, die mit Mord und Chaos ringen.“
Das Urteil eines Lektors des New Yorker Verlagshauses Alfred A. Knopf über die ersten hundert Seiten des Romans war vernichtend. Der Lektor empfahl Ford, das Manuskript in die Schublade zu packen und sich anderen Dingen zuzuwenden. Ford kämpfte ein halbes Jahr mit der Rückmeldung, ehe er sich zur Weiterarbeit durchrang, da es das Buch sei, das er schreiben wollte. Gary Fisketjon erwarb den Roman schließlich für Vintage Books und ist seither Fords Lektor. Der Roman wurde zu dem von Ford erhofften Durchbruch und verkaufte sich bis 1988 60.000 mal. Die amerikanische Gesamtauflage bis 1996 lag dreimal so hoch.

## Auszeichnungen
The Sportswriter erreichte 1987 das Finale des PEN/Faulkner Award. Time kürte den Roman zu den fünf besten Büchern des Jahres. 2005 nahm das Magazin The Sportswriter in die Time-Auswahl der besten 100 englischsprachigen Romane von 1923 bis 2005 auf.

## Ausgaben
- Richard Ford: The Sportswriter. Vintage, New York 1986, ISBN 0-374-16189-5.
- Richard Ford: Der Sportreporter. Aus dem Amerikanischen von Hans Hermann. Rowohlt, Reinbek 1989, ISBN 3-498-02062-5.
- Richard Ford: Der Sportreporter. Aus dem Amerikanischen von Hans Hermann. dtv, München 2013, ISBN 978-3-423-14271-7